# Croix de la Grappe
« Croix de sainte Nino » redirige ici. Pour les autres significations, voir Croix de sainte Nino (homonymie).

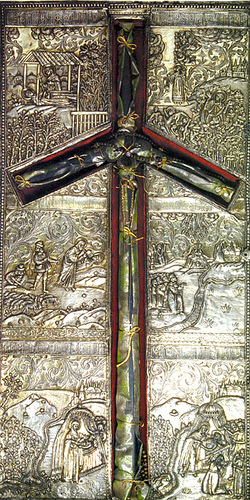
La Croix de la Grappe apportée par sainte Nino, conservée dans à cathédrale de Sion à Tbilissi (Géorgie).

Forme de la croix de la Grappe, dite également croix de sainte Nino.

La croix de la Grappe ou croix de sainte Chrétienne de Géorgie est une croix dont les bras sont légèrement incurvés vers le bas et qui est le symbole de l'Église orthodoxe apostolique de Géorgie. Selon la tradition cette croix a été apportée à la Géorgie (Ibérie) par sainte Nino (aussi appelée sainte Chrétienne), lors de la conversion du royaume au IVe siècle.

## Hagiographie
Cette Croix en sarment de vigne et nouée par les cheveux de la sainte elle-même lui servait de croix personnelle et elle en fait don, lorsqu'elle arrive de Cappadoce à Mtskheta à la Cour d'Ibérie, pour la conversion de la reine, puis du royaume. La légende raconte qu'elle avait été faite par la Vierge Marie.

## Relique

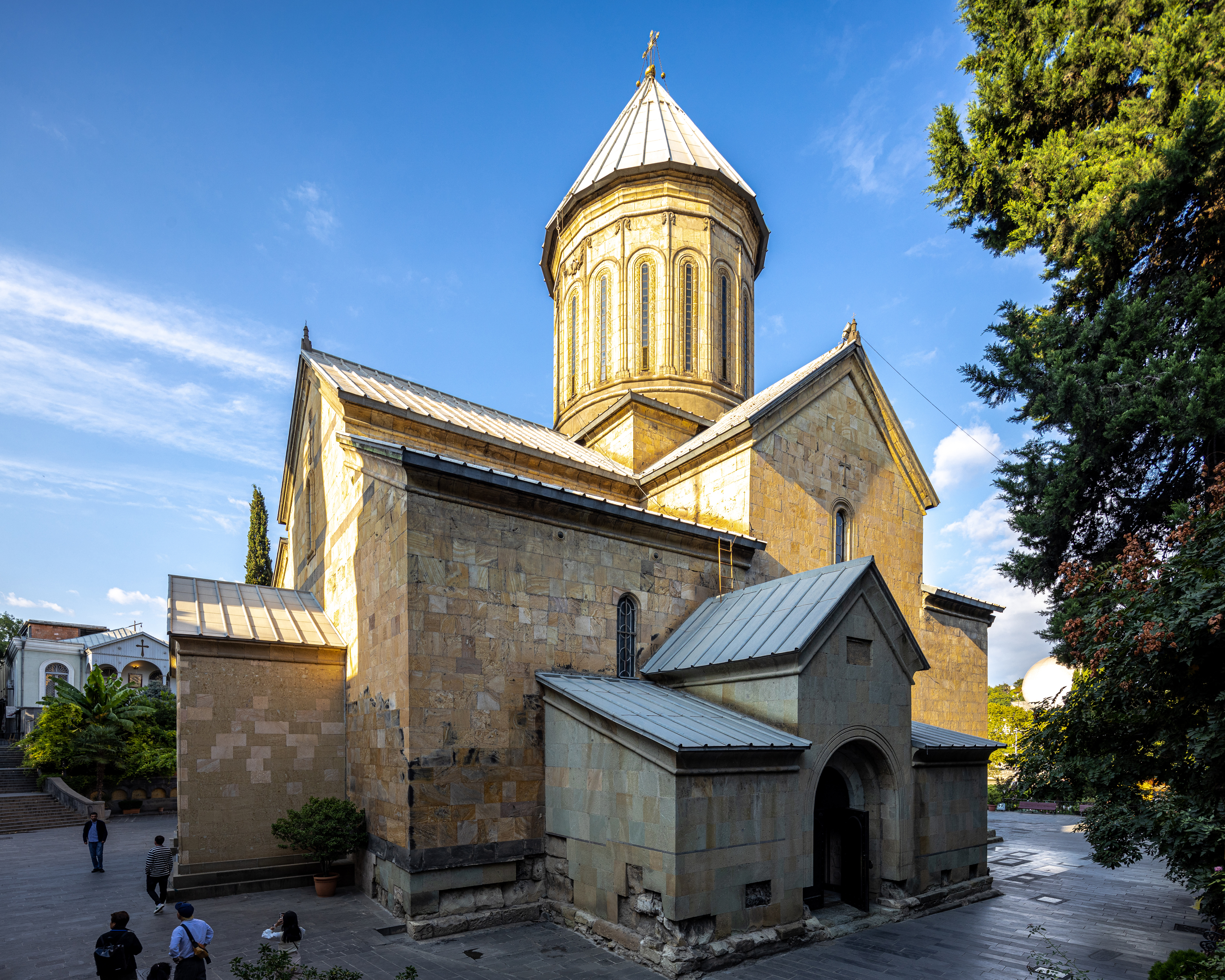
Cathédrale de Sion à Tbilissi où est conservée la Croix de la Grappe apportée par sainte Nino.

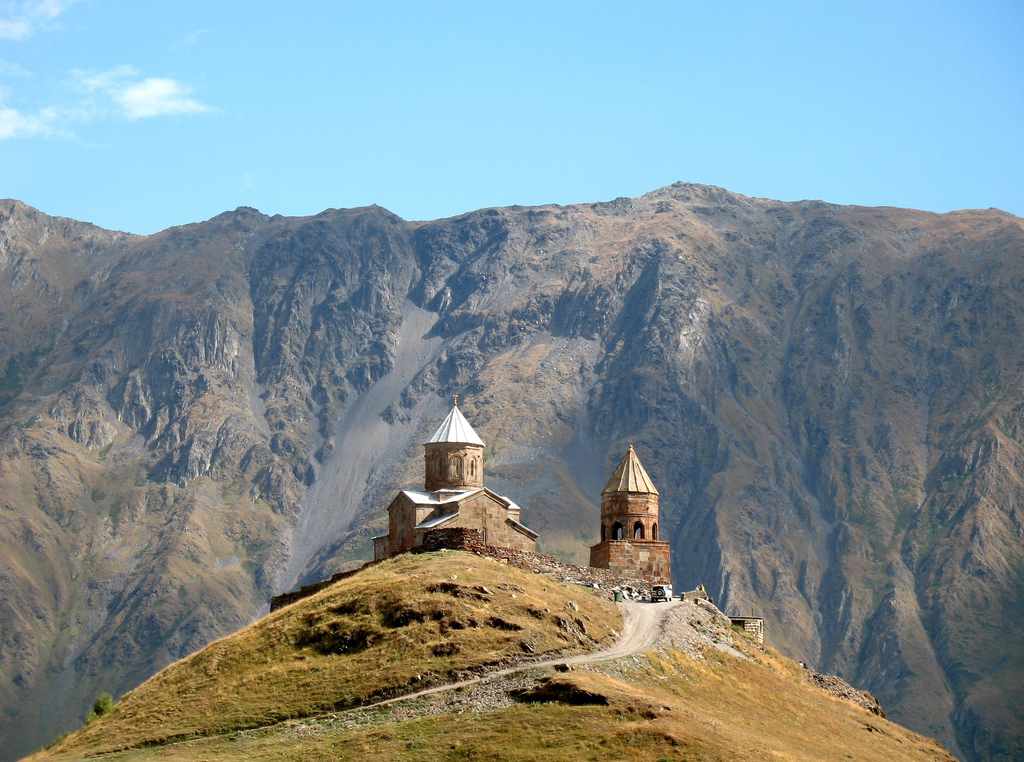
Église de la Trinité de Guerguéti.

La Croix a été vénérée jusqu'en 458 à la cathédrale de Svétitskhovéli à Mtskheta, puis elle fut transférée dans la région de Taron (Arménie), pour la protéger des pillages, et en divers endroits de l'Arménie historique, puis en l'église de la Trinité de Guerguéti à plus de deux mille mètres d'altitude au pied du mont Kazbek. Pendant huit cents ans, la Croix, au fil des invasions mongoles, perses ou musulmanes, déménage d'églises en forteresses.
Ainsi, la reine Roussoudan (1195-1245) négocie avec le Mongol Tcharmagan pour récupérer la Croix, lorsqu'il prend la capitale Ani (alors en Arménie), et la rapporte en Ibérie à la cathédrale de Svétitskhovéli, puis elle est mise en sécurité à Guerguéti puis à la forteresse d'Ananouri. Le métropolite de Géorgie, Romain, l'apporte à Moscou en 1749, craignant qu'elle ne soit prise par les Turcs qui envahissaient la Géorgie et en fait don au prince Bakar Ier de Karthli qui s'y était réfugié. La Croix trouve alors refuge pendant cinquante ans à Lyskovo, dans le gouvernement de Nijni Novgorod, dans le domaine des princes de Géorgie. Le petit-fils de Bakar, Georges Bagration, la donne en 1801 à l'empereur Alexandre qui avait promis de chasser les Turcs et de la rendre à la Géorgie.
Depuis l’incorporation de la Géorgie dans l'empire russe en 1802 la Croix se trouve dans la cathédrale de Sion à Tbilissi.

## Sources
- (de) Cet article est partiellement ou en totalité issu de l’article de Wikipédia en allemand intitulé « Weinrebenkreuz » (voir la liste des auteurs).